# لیتسلدورف
لیتسلدورف (به آلمانی: Litzelsdorf) یک منطقهٔ مسکونی در اتریش است که در ناحیه اوبروارت واقع شده‌است. لیتسلدورف ۱٬۱۷۰ نفر جمعیت دارد.

## خواهرخوانده
شهر ممینگن خواهرخواندهٔ لیتسلدورف هست.